# Urakami Yoban Kuzure
Urakami Yoban Kuzure (浦上四番崩れ) est le nom de la dernière et plus importante des quatre descentes répressives contre les chrétiens, des catholiques appelés Kakure Kirishitan, dans le village d'Urakami au Japon, au XIXe siècle. 

## Histoire
Le christianisme est interdit au Japon pendant 259 ans à partir de 1614 lorsque l'Église catholique est considérée comme une menace après qu'à Nagasaki, devenu prospère grâce au commerce avec le Portugal, les seigneurs locaux et leurs obligés commencent à se convertir et que des terres sont données à l'Église. Le village d'Urakami est un de ces endroits où des terrains sont donnés pour une communauté de chrétiens catholiques ou Kakure Kirishitan.
Trois premières descentes répressives dirigées contre eux sont des incidents mineurs, mais la dernière, l'Urakami Yoban Kuzure en 1869 (deuxième année de l'ère Meiji), est beaucoup plus sévère.
L'événement déclencheur de cette opération de répression est le nouveau baptême de « Chrétiens cachés » découverts par un prêtre français, le père Bernard Petitjean. À l'époque du shogunat Tokugawa, chacun doit être enregistré auprès d'un temple bouddhiste afin de prouver qu'il n'est pas chrétien. Les chrétiens découverts sont torturés en vue d'obtenir des informations sur d'autres chrétiens, puis exécutés. Ainsi, la découverte d'un chrétien caché entraîne généralement l'exécution d'un certain nombre d'entre eux. Un petit groupe de chrétiens cachés confessent leurs vraies croyances au père Petitjean dans l'église d'Ōura récemment achevée. Il apparaît qu'ils ont dérivé de la doctrine catholique pendant leurs 250 ans passés dans la clandestinité et doivent donc être rebaptisés. Cela signifie qu'ils renoncent à leur foi bouddhiste et, ce faisant, contestent directement l'autorité du shogunat Tokugawa. 
Le magistrat de Nagasaki décide d'arrêter tout le village. Aux premières heures du 4 juin 1867, l'opération de répression commence lorsque 170 officiers arrêtent et torturent 68 résidents d'Urakami et essayent de les forcer à renoncer à leur conversion. Cela conduit à des protestations de consuls étrangers et le shogunat Tokugawa cède. Cependant, le règne du shogunat Tokugawa se termine peu après et, en février 1868, le nouveau gouvernement de Meiji nomme Sawa Nobuyoshi responsable de l'ordre public dans Kyūshū. Son aversion de toutes choses étrangères est bien connue et, après consultation, il décide une fois pour toutes de régler le problème. Son plan consistant à exiler tout le village est approuvé par un conseil impérial le 25 avril et mis en œuvre en deux étapes : d'abord les meneurs sont envoyés à Hagi, Tsuwano et Fukuyama, puis le reste du village. Les familles sont séparées et au total 3 414 hommes, femmes et enfants chrétiens sont envoyés en exil dans tout le Japon : 500 à Kanazawa, 160 à Tsuwano, 150 dans la province de Satsuma, 117 sur Tsuru Shima (en), d'autres à Okayama, etc.
Une fois exilés, leur sort semble avoir beaucoup dépendu des magistrats locaux, des préfets et autres autorités ; le travail forcé et les conversions forcées étaient la norme. Environ 680 d'entre eux (soit 20%) sont morts pendant leur internement dans diverses colonies pénitentiaires. La liberté religieuse est finalement accordée en 1873 et l'interdiction du christianisme levée permettant aux internés de revenir à Urakami.
En 2008 encore, des visites par des ecclésiastiques ont été organisées dans un effort pour aider à surmonter l'« implacable critique » endurée par les apostats et leurs descendants.

## Source de la traduction
- (en) Cet article est partiellement ou en totalité issu de l’article de Wikipédia en anglais intitulé « Urakami Yoban Kuzure » (voir la liste des auteurs).